# Landakot

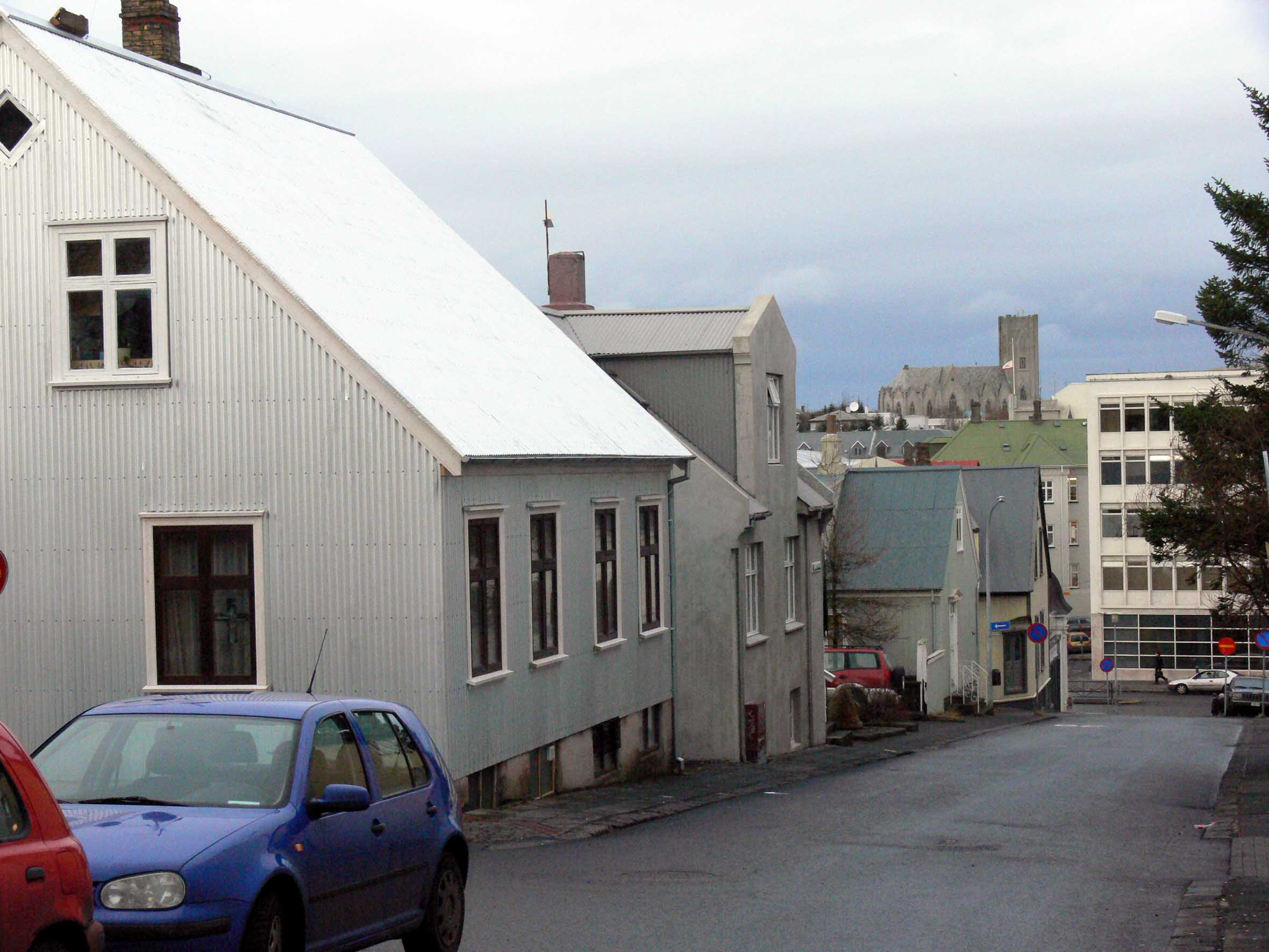
Landakotskirkja in der Ferne

Bei Landakot handelt es sich um einen Hügel in Islands Hauptstadt Reykjavík.

## Lage
Der Hügel erhebt sich nördlich des Friedhofs an der Straße Suðurgata und gleichzeitig nordwestlich des kleinen Sees Tjörnin.

## Name
Der Name des Hügels stammt von einem Gehöft desselben Namens, das sich etwas südwestlich der heutigen katholischen Kirche Kristskirkja – besser bekannt unter dem Namen Landakotskirkja – befand.

## Geschichte
Ursprünglich gehörte der Hof zum größeren Besitz von Vík (Reykjavík als Gutshof im Mittelalter und in der frühen Neuzeit). Als solcher kam Landakot vermutlich um 1600 mit in den Besitz des Königs von Dänemark.
Als Skúli Magnússon im 18. Jahrhundert die Manufaktur der sog. Innréttingar schuf, kam Landakot in deren Besitz.
Im Jahre 1859 kaufte die katholische Kirche Landakot und errichtete dort zunächst eine kleine Kapelle, der im Jahre 1897 eine größere Holzkirche folgte.

## Landakotskirkja

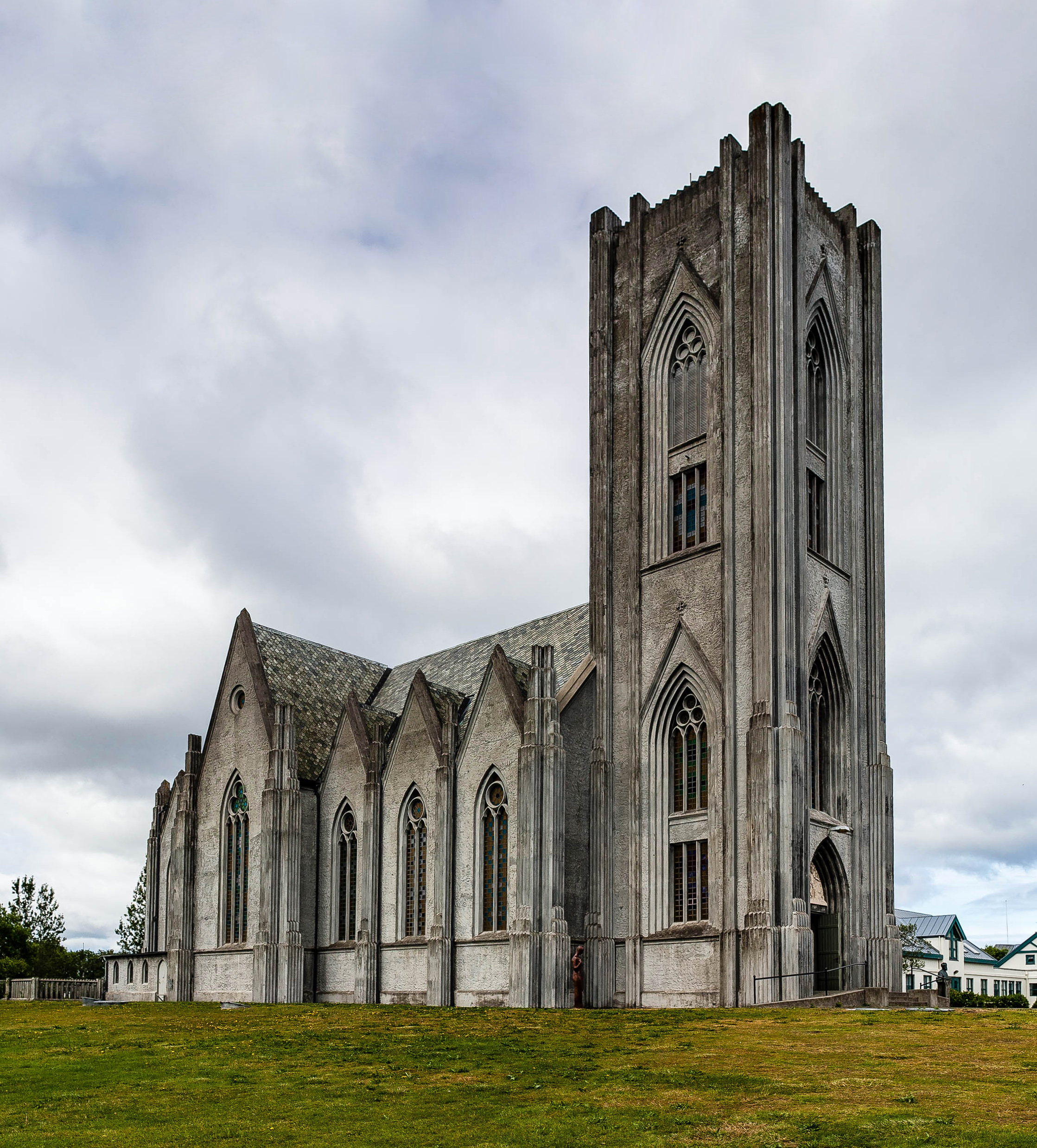
Landakotskirkja

Diese wurde Anfang des 20. Jahrhunderts verlegt und die sich heute dort befindliche katholische Kristskirkja, auch Landakotskirkja genannt, im neugotischen Stil errichtet, die Entwürfen von Guðjón Samúelsson folgt und 1929 geweiht wurde.
Die Betonkirche hat eine Grundfläche von 531 m². Zahlreiche Kunstwerke schmücken sie, u. a. ein Kreuz und eine Altartafel, die von Papst Pius XI. gespendet wurden. Die bunten Glasfenster – in Island eher selten zu finden – erzählen Passagen aus der Kirchengeschichte des Landes. Die Basaltsäulen nachempfundenen Formen an den Außenseiten der Kirche stellen den ersten Versuch des Architekten Guðjón Samúelsson dar, diese Erscheinung isländischer Natur in Beton wiederzugeben.

## Krankenhaus
Unweit der Kirche befindet sich das Krankenhaus der St.-Josephs-Schwestern auf demselben Hügel. Vom Jahr seiner Errichtung 1902 an bis weit ins 20. Jahrhundert galt es als das beste Spital des Landes.